# 샤히드 바게리 산업그룹
샤히드 바게리 산업그룹(SBIG, Shahid Bagheri Industrial Group)은 이란의 국영 방산업체이다. 이란국방산업기구(DIO, Defense Industries Organization) 산하의 Sanam Industrial Group 산하에 있다.

## 역사
2007년 11월 3일, 콘돌리자 라이스 미 국무장관이 중국에 북한의 미사일 부품이 베이징에서 이란항공을 통해 이란의 미사일 고체연료 생산회사인 샤히드 바게리로 전달되는데 항의하고 주중 미 대사에게 이 문제를 가능한 한 빨리 중국 지도부에 전달해 이를 중단시킬 수 있도록 하라고 지시했다. 위키리크스가 폭로한 이 전문에는 북한과 이란이 오랜 기간 에어도쿄와 이란에어 등의 항공사를 통해 정기적으로 미사일 조향장치인 제트베인 등 최소 10종 이상의 부품을 거래해 왔으며 이란의 샤히드 바게리 인더스트리얼 그룹(SBIG)이 거래 당사자라고 했다.
2017년 11월 4일, 예멘 후티 반군이 사우디아라비아의 리야드 국제공항에 탄도 미사일을 발사했다. 사우디는 패트리어트 미사일로 요격했으며, 격추된 탄도 미사일의 부품에서 샤히드 바게리 산업그룹 로고를 발견했다.
2018년 1월 4일, 미국 재무부는 이날 발표한 성명에서 탄도 미사일 개발과 연관된 샤히드 에슬라미 리서치 센터, 샤히드 카라지 인더스트리즈, 샤히드 모가담 인더스트리즈, 샤히드 사니카니 인더스트리즈, 샤히드 슈스타리 인더스트리즈 등 5곳에 제재를 가했다고 발표했다. 이미 미국과 유엔의 제재 대상에 오른 이란 방위산업체 '샤히드 바게리 인더스트리얼 그룹(SBIG)' 자회사들이다.

## 리팡웨이
리팡웨이는 1972년생 중국인 비밀무기상이다. FBI 홈페이지에 500만 달러의 현상수배범으로 올라와 있다. 미국은 중국에 리팡웨이 신병인도를 요청했지만 중국이 거부했다. 이란국방산업기구(DIO), 방산기업인 샤히드 헤마트 산업그룹(SHIG), 샤히드 바게리 산업그룹(SBIG)에 첨단 무기 부품을 수출했다.
단순한 무기중개상이 아니라 광섬유 자이로스코프 같은 첨단 미사일 부품들을 직접 만들어 판매하고 있다. 다롄에 본사를 둔 림트(LIMMT)라는 회사가 12개의 자회사를 거느리고 이란에 최첨단 미사일 부품과 핵개발 부품을 판매중인데, 로버트 아인혼 전 미 국무부 비확산·군축담당 차관보가 "칸 박사 다음가는 거물"이라고 말한다. 압둘 카디르 칸 박사는 1990년대 이란과 북한에 핵개발 부품을 판매했다.
리팡웨이는 이란에만 최첨단 미사일 부품봐 핵개발 부품을 판매하고 있어서, 북한과 관련되어 있다는 명백한 증거는 없다. 그러나 상당히 의심받고 있다. 유엔 안전보장이사회 산하 북한제재위원회 전문가 패널은 2012년 6월 공개한 보고서에서 북한의 불법 화물이 중국 다롄항으로 운반돼 다른 배에 옮겨 실린 뒤 이란으로 이동한다고 지적했다. 다롄은 리팡웨이의 본거지이다.
리팡웨이의 조부가 한국전쟁 당시 인민해방군 대령으로 참전했다고 한다. 고위 장교의 자손들이 계속 관련 공직에 채용되는게 전세계의 일반적인 관행이라는 점을 감안한다면, 리팡웨이가 중국 국가안전부의 비밀요원일 수도 있다는 추측을 하게 한다.
이런 리팡웨이의 장기간의 대규모 무기 밀매와, 미국 정부의 신병인도 요청 거부 등은, 중국 정부가 이란과 북한의 미사일 개발과 핵개발을 지원하고 있다는 의심을 하기에 넉넉한 정황 증거들이다.
북한이 무수단 미사일 19발을 다렌항에서 이란 화물선으로 환적하는 방식으로, 이란에 수출했다.
2018년 5월, 북미 정상회담 직전에, 김정은이 다롄을 방문, 시진핑과 정상회담을 가졌다. 김정은이 리팡웨이를 직접 만나야 할 만큼 중요한 무기밀매 계약을 하러 갔다는 것을 충분히 의심할 수 있다.

## 같이 보기
- 샤히드 헤마트 산업그룹 - 액체연료 미사일 개발
- 샤히드 바게리 산업그룹 - 고체연료 미사일 개발